# Conidiosporomyces verruculosus
Conidiosporomyces verruculosus är en svampart som först beskrevs av Elsie Maud Wakefield, och fick sitt nu gällande namn av Vánky 1993. Conidiosporomyces verruculosus ingår i släktet Conidiosporomyces och familjen Tilletiaceae.   Inga underarter finns listade i Catalogue of Life.